# Mary Moraa
Mary Moraa (Obwari, 15 de junho de 2000) é uma atleta queniana, campeã mundial dos 800 metros, título conquistado em Budapeste 2023, e campeã da prova na Diamond League de 2022.
Em Paris 2024 conquistou a medalha olímpica de bronze na prova.